# De barmhartige Samaritaan (Amstelveen)
De barmhartige Samaritaan in Amstelveen is een monument ter nagedachtenis aan verleende hulp na de Tweede Wereldoorlog.

## Achtergrond
De gemeente Nieuwer-Amstel (nu Amstelveen) werd in 1945 door het Nederlands Volksherstel aangewezen als adoptiegemeente voor Vierlingsbeek dat grotendeels was verwoest. Ook Haarlemmermeer, Haarlemmerliede-Spaarnwoude, Ouder-Amstel en Uithoorn verleenden steun. Zij voorzagen de Brabanders onder meer van meubels en kachels.
Als dank voor de hulp werd door Vierlingsbeek een gedenktegel aangeboden. Deze werd gemaakt door de beeldhouwer Piet Peters, die zijn eigen sieraardewerkbedrijf had. De tegel werd geplaatst in de gevel van het stadhuis van Amstelveen. Het werk verwijst naar de gelijkenis van de barmhartige Samaritaan. Het oorlogsmonument werd op 27 april 1948 onthuld door de burgemeesters Antoon Jans van Vierlingsbeek en Gerrit Haspels van Nieuwer-Amstel.

## Beschrijving
De gebakken plaquette toont in reliëf twee mannenfiguren, waarbij de een van zijn ezel is gestapt om de ander te ondersteunen. In de rechterbovenhoek is het wapen van Vierlingsbeek geplaatst, linksonder het wapen van Nieuwer-Amstel. Op de achtergrond zijn verwoeste huizen te zien. Bovenaan is een banderol geplaatst met de tekst 

ALS DANK VOOR UWE HULP IN ONZE NOOD VAN OORLOGSGETROFFENEN